# Kevin Cerda
Kevin Cerda Gastelum (né le 28 juillet 1994 à Hermosillo) est un gymnaste mexicain.
En 2017, il se qualifie pour la finale à 24 du concours général.